# Tatiana Ossorguine
Tatiana Alekseevna Ossorguine, née Bakounine le 22 janvier 1904 à Moscou et morte le 1er juillet 1995 à Paris, est une historienne, bibliographe et bibliothécaire française d'origine russe, spécialiste de la franc-maçonnerie.

## Biographie
Diplômée de la faculté historique de l'Université de Moscou, Tatiana Ossorguine est chargée de recherche sur les archives de la famille Kourakine au musée historique d'État de Moscou.
En 1926, elle émigre en Allemagne avec ses parents, puis en Italie et arrive à Paris. Elle s'y marie avec l'écrivain russe Mikhaïl Ossorguine. En 1929 elle soutient une thèse à la Sorbonne portant sur les princes Kourakine dans le gouvernement de Saratov.
Elle est l'autrice de Francs-maçons russes (Paris, 1934), Francs-maçons russes célèbres (Paris, 1935) et d'un répertoire biographique des francs-maçons russes (Belgique, 1940). En 1942, elle s'installe à Sainte-Geneviève-des-Bois.  Elle travaille comme bibliothécaire-bibliographe au département ordes périodiques de la BNF. Jusqu'en 1969 elle enseigne la littérature russe à l’École normale supérieure de Saint-Cloud. Éditrice des œuvres de son mari Mikhaïl Ossorguine, elle publie en 1955 un ouvrage autobiographique «Времена» (« Les temps »). En 1957 elle est parmi les initiatrices de la restauration de la Bibliothèque russe Tourguenev à Paris. Elle en sera la secrétaire générale pendant plus de quarante ans. Elle collabore aussi avec l’Institut d'études slaves à Paris, travaille sur des bibliographies et des compilations bibliographiques d'écrivains et philosophes russes : Mikhaïl Ossorguine (1973), Léon Chestov, Mark Aldanov, Zinaïda Hippius, Alexeï Remizov, Boris Zaïtsev, Nicolas Berdiaev, Marina Tsvetaïeva et Sacha Tchorny entre-autres. En 1967, elle publie un « Répertoire biographique des francs-maçons russes » dans le supplément à la Revue des études Slaves. 
Décédée en 1995, elle est inhumée au cimetière russe de Sainte-Geneviève-des-Bois. 

## Archives
- Inventaire du fonds d'archives de Mikhaïl et Tatiana Ossorguine conservé à La contemporaine. Le présent article intègre des éléments de cet inventaire qui est placé sous licence Etalab.